# Britische Zonenmeisterschaft (Fußball)
Die britische Zonenmeisterschaft war ein Fußball-Wettbewerb, der nach dem Zweiten Weltkrieg in der britischen Besatzungszone zweimal ausgetragen wurde. Bis zur Gründung der Bundesrepublik und der DDR 1949 fanden regionale Fußballmeisterschaften getrennt nach den vier Besatzungszonen statt (sowie in Gesamt-Berlin), in der Saison 1945/46 jedoch nur in der amerikanischen und der französischen Zone sowie in der Viermächtestadt. In der britischen Zone waren dagegen unter Aufsicht des Zonensportrates ab dem Frühjahr 1946 Meisterschaftsspiele zunächst nur auf begrenzter, sub-regionaler Ebene zugelassen. Die gemeinsame Direktive 23 des Alliierten Kontrollrats vom 17. Dezember 1945 verlangte ausdrücklich eine Kreisgebundenheit von „Sportorganisationen örtlichen Charakters“; tatsächlich wurde der Begriff „Kreis“ relativ großzügig ausgelegt, so dass in Hamburg eine landesweite Meisterschaft im Ligasystem stattfinden und im südlichen Teil Niedersachsens eine „Oberliga“ gebildet werden konnte. Eine erste norddeutsche Meisterschaft musste jedoch auf Geheiß der britischen Militärregierung abgebrochen werden.
Erst in der Saison 1946/47 wurde auch in der britischen Zone erstmals eine Zonenweite Fußballmeisterschaft ausgespielt, auch „Nordwest-Zonenmeisterschaft“ genannt. Bereits zur Spielzeit 1947/48 lösten die Oberligen Nord und West die Landes-, Bezirks- oder Kreisligen als oberste Spielklasse in der britischen Besatzungszone ab, im Anschluss daran diente die nunmehr letztmals ausgetragene Endrunde um die Zonenmeisterschaft als Qualifikationswettbewerb zur deutschen Meisterschaft, die erstmals nach dem Zweiten Weltkrieg wieder stattfinden konnte.

## 1945/46
Im ersten Jahr nach dem Zweiten Weltkrieg waren – mit den oben genannten Ausnahmen in Hamburg und dem südlichen Niedersachsen – Ligen auf Bezirks- oder Kreisebene die höchsten Fußball-Spielklassen in der britischen Besatzungszone. Im Gegensatz zur amerikanischen und französischen Zone, in denen als höchste Spielklasse schon im November 1945 die Oberliga Süd bzw. im Januar 1946 die (anfangs so genannte) Oberliga Saar-Pfalz-Hessen gegründet wurden, ließ die britische Militärregierung reguläre Fußballwettbewerbe nur in diesem Rahmen zu, wobei neun solche Meisterschaften in Norddeutschland und sechs in Westdeutschland stattfanden, zum Teil unter Namen wie Stadtliga Hamburg, Stadtmeisterschaft Osnabrück oder Meisterschaft des Kreissportverbandes Lübeck. Die Bezirksmeisterschaft Linker Niederrhein wurde gar nicht erst als Liga, sondern im Pokalwettbewerbsmodus ausgetragen.
In den Bezirken Niederrhein und Mittelrhein waren den Bezirksmeisterschaftsligen lokale Vorausscheidungen vorgeschaltet, für die oftmals Namen wie Erste Klasse oder A-Klasse verwendet wurden. Lediglich die Bezirksmeister vom Niederrhein konnten anschließend in einer Endrunde einen Landesmeister ermitteln. Hingegen wurde die Endrunde um die norddeutsche Meisterschaft auf Weisung der britischen Militärregierung nach dem Viertelfinale abgebrochen. Dementsprechend fand auch eine Endrunde um die britische Zonenmeisterschaft nicht statt.

### Norddeutschland
Meister wurden in der Saison 1945/46 folgende Vereine in Norddeutschland:
| ATSV Flensburg   | → Schleswig-Holstein-Nord    |
| Eckernförder SV  | → Schleswig-Holstein-Ost-„A“ |
| FVgg Kilia Kiel  | → Schleswig-Holstein-Ost-„B“ |
| VfB Lübeck       | → Schleswig-Holstein Süd     |
| Hamburger SV     | → Hamburg                    |
| TSV Braunschweig | → Niedersachsen-Süd          |
| Werder Bremen    | → Bremen                     |
| TuS Haste 01     | → Osnabrück                  |
| Teutonia Uelzen  | → Nordosthannover            |

#### Schleswig-Holstein
In Schleswig-Holstein konnte anfangs nur im Umkreis von Kiel und Lübeck sowie im nördlichen Landesteil um Punkte gespielt werden, im Südwesten des Landes fand dagegen überhaupt noch kein regulärer Spielbetrieb statt (etliche Vereine aus dem Hamburger Umland spielten jedoch, wie traditionell üblich, im Hamburger Verband, wo anfangs keiner von ihnen der obersten Klasse angehörte). In den Punkterunden wurden, nachdem die Meister ermittelt waren, nicht mehr alle Spiele ausgetragen, um rechtzeitig mit der kurzfristig anberaumten Endrunde um die norddeutsche Meisterschaft beginnen zu können, aber auch weil die Militärregierung an einigen Orten die Fortsetzung untersagte.
„Bezirke“ gab es erst ab 1948 und für den Spielbetrieb zuständig waren bis dahin die Kreisverbände des Landessportbundes (außer für die 1947 gebildete Landesliga). Dennoch wurde der Begriff in der Presse zum Teil verwendet und das auch mit Recht insofern, als einige im Frühjahr 1946 entstandene Ligen die Kreisgrenzen bereits überschritten:
Bezirk Nord
| Pl.                                                                | Verein             | Sp. | S | U | N | Tore    | Punkte |
| ------------------------------------------------------------------ | ------------------ | --- | - | - | - | ------- | ------ |
| 1.                                                                 | Flensburg 08       | 8   | 7 | 1 | 0 | 036:110 | 15:10  |
| 02.                                                                | ATSV Flensburg     | 09  |   |   |   | 37:13   | 14:40  |
| 03.                                                                | Flensburger SC     | 11  |   |   |   | 24:27   | 13:90  |
| 4.                                                                 | Husum 1918         | 6   | 4 | 2 | 0 | 033:120 | 10:20  |
| 05.                                                                | Bredstedter TSV    | 07  |   |   |   | 29:20   | 8:6    |
| 06.                                                                | FC Nordmark Satrup | 10  |   |   |   | 36:37   | 08:12  |
| 07.                                                                | TSV Niebüll        | 05  | 2 | 2 | 1 | 13:16   | 6:4    |
| 08.                                                                | Vorwärts Schleswig | 07  |   |   |   | 18:15   | 6:8    |
| 09.                                                                | Flensburg 08 „I b“ | 08  |   |   |   | 14:23   | 06:10  |
| 010.                                                               | Schleswig 06       | 03  |   |   |   | 5:7     | 4:2    |
| 011.                                                               | Post Flensburg     | 08  |   |   |   | 19:32   | 04:12  |
| 012.                                                               | TSV Kappeln        | 08  |   |   |   | 13:57   | 03:17  |
| Der Grund für die Differenz in den Torverhältnissen ist unbekannt. |                    |     |   |   |   |         |        |

Entscheidungsspiel am 29. Mai 1946: ATSV Flensburg – Flensburg 08 4:1
(wurde notwendig, weil die Meisterschaft vorzeitig abgebrochen werden musste)
Bezirk Ost A

Die Entscheidung des damals zuständigen Kieler Verband für Leibesübungen „aufgrund bisheriger beständiger Leistungen“ den Vizemeister Holstein Kiel statt des Meisters Eckernförder SV für die Teilnahme an der Endrunde um die norddeutsche Meisterschaft zu nominieren, sorgte für das Eingreifen der britischen Militärbehörden, nachdem eine von diesen erlassene Spielsperre missachtet wurde. Der Verband wurde aufgelöst, weder Holstein Kiel noch der Eckernförder SV bekamen die Erlaubnis zur Teilnahme.
| Pl. | Verein              | Sp. | S | U | N | Tore    | Punkte |
| --- | ------------------- | --- | - | - | - | ------- | ------ |
| 1.  | Eckernförder SV     | 6   | 5 | 1 | 0 | 025:500 | 11:10  |
| 2.  | Holstein Kiel       | 6   | 5 | 0 | 1 | 045:300 | 10:20  |
| 03. | VfB Kiel            | 6   |   |   |   | 19:20   | 7:5    |
| 04. | Comet Kiel          | 7   |   |   |   | 19:21   | 7:7    |
| 05. | Gut-Heil Neumünster | 5   |   |   |   | 17:29   | 5:5    |
| 06. | Eintracht Kiel      | 6   |   |   |   | 23:29   | 4:8    |
| 07. | TSV Gaarden         | 7   |   |   |   | 18:31   | 04:10  |
| 8.  | Olympia Neumünster  | 5   | 0 | 0 | 5 | 009:370 | 0:10   |

Bezirk Ost B

Meister: FVgg Kilia Kiel, genaue Daten liegen nicht vor. Weitere Teilnehmer waren – soweit bekannt – u. a. SC Friedrichsort 08, Rendsburger TSV, VfR Neumünster und Borussia Gaarden. Nach der Auflösung des Kieler Verbands durch die britische Militärregierung wurde auch der FVgg Kilia Kiel die Teilnahme an der norddeutschen Meisterschaft verweigert.
| Pl.                           | Verein              | Sp. | S | U | N | Tore | Punkte |
| ----------------------------- | ------------------- | --- | - | - | - | ---- | ------ |
| 1.                            | FC Kilia Kiel       |     |   |   |   | :    | :      |
| 2.                            | SC Friedrichsort 08 |     |   |   |   | :    | :      |
| genaue Daten liegen nicht vor |                     |     |   |   |   |      |        |

Bezirk Süd

Die meisten der Teilnehmer des Bezirkes Lübeck kamen aus dem Lübecker Stadtgebiet.
| Pl. | Verein               | Sp. | S | U | N  | Tore    | Punkte |
| --- | -------------------- | --- | - | - | -- | ------- | ------ |
| 1.  | VfB Lübeck           | 8   | 8 | 0 | 0  | 030:400 | 16:0   |
| 2.  | LBV Phönix           | 10  | 8 | 0 | 2  | 039:140 | 16:40  |
| 3.  | VfL Oldesloe         | 12  | 8 | 0 | 4  | 030:240 | 16:80  |
| 4.  | TSV Schlutup         | 11  | 6 | 1 | 4  | 032:130 | 13:90  |
| 5.  | TSV Kücknitz         | 12  | 5 | 2 | 5  | 019:280 | 12:12  |
| 6.  | Lübecker SV Gut Heil | 11  | 4 | 3 | 4  | 025:280 | 11:11  |
| 7.  | ATV Moisling         | 10  | 4 | 0 | 6  | 015:310 | 08:12  |
| 8.  | ATV Marli            | 12  | 1 | 3 | 8  | 017:280 | 05:19  |
| 9.  | Victoria Lübeck      | 12  | 0 | 1 | 11 | 012:490 | 01:23  |

#### Hamburg
Nach dem Ende des Zweiten Weltkrieges wurde in Hamburg im Anschluss an eine Serie von Qualifikationsspielen die Stadtliga (auch: „Hamburger Liga“) als höchste Spielklasse gegründet. Sie wurde 1947 als zweigleisige „Verbandsliga“ und ab 1950 als eingleisige „Amateurliga“ fortgeführt und entspricht heute der Oberliga Hamburg.
| Pl. | Verein                | Sp. | S  | U | N  | Tore    | Punkte |
| --- | --------------------- | --- | -- | - | -- | ------- | ------ |
| 1.  | Hamburger SV          | 12  | 10 | 2 | 0  | 075:110 | 22:20  |
| 2.  | FC St. Pauli          | 12  | 10 | 1 | 1  | 054:100 | 21:30  |
| 3.  | Altona 93             | 12  | 8  | 1 | 3  | 036:120 | 17:70  |
| 4.  | SV Blankenese         | 12  | 7  | 2 | 3  | 028:300 | 16:80  |
| 5.  | Union 03 Altona       | 12  | 6  | 3 | 3  | 027:260 | 15:90  |
| 6.  | SC Concordia von 1907 | 12  | 7  | 0 | 5  | 051:270 | 14:10  |
| 7.  | Eimsbütteler TV       | 12  | 6  | 0 | 6  | 047:230 | 12:12  |
| 8.  | SC Victoria Hamburg   | 12  | 5  | 2 | 5  | 030:310 | 12:12  |
| 9.  | Post SV Hamburg       | 12  | 5  | 0 | 7  | 032:510 | 10:14  |
| 10. | Viktoria Wilhelmsburg | 12  | 3  | 1 | 8  | 025:490 | 07:17  |
| 11. | TuS Finkenwärder      | 12  | 3  | 0 | 9  | 016:620 | 06:18  |
| 12. | SV West-Eimsbüttel    | 12  | 1  | 1 | 10 | 014:560 | 03:21  |
| 13. | Wilhelmsburg 09       | 12  | 0  | 1 | 11 | 017:640 | 01:23  |

#### Niedersachsen (einschließlich Bremen)
In weiten Teilen des späteren Landes Niedersachsen (ab Ende 1946) fand überhaupt noch kein regulärer Spielbetrieb statt. Einzig im Süden des Landes gab es mit der (auch) so genannten Oberliga Süd-Niedersachsen, die in ihrer Ausdehnung in etwa der ehemaligen 1942 eingeführten Gauliga Südhannover-Braunschweig entsprach, eine größere Liga, daneben – soweit bekannt – nur noch die Stadtmeisterschaften von Bremen und Osnabrück sowie die Kreismeisterschaft Lüneburg. Das Land Bremen gehörte anfangs zur amerikanischen Besatzungszone, nahm aber an den Wettbewerben der britischen Besatzungszone teil.
Oberliga Niedersachsen-Süd
| Pl. | Verein                 | Sp. | S | U | N | Tore    | Punkte |
| --- | ---------------------- | --- | - | - | - | ------- | ------ |
| 1.  | TSV Braunschweig       | 9   | 7 | 0 | 2 | 033:140 | 14:40  |
| 2.  | Wolfenbütteler SV      | 9   | 6 | 1 | 2 | 028:170 | 13:50  |
| 3.  | Hannover 96            | 9   | 6 | 0 | 3 | 019:150 | 12:60  |
| 4.  | SV Arminia Hannover    | 9   | 4 | 3 | 2 | 029:130 | 11:70  |
| 5.  | Werder Hannover        | 9   | 5 | 1 | 3 | 024:250 | 11:70  |
| 6.  | Schwarz-Gelb Göttingen | 9   | 4 | 1 | 4 | 031:210 | 09:90  |
| 7.  | SV Linden 07           | 9   | 3 | 2 | 4 | 025:210 | 08:10  |
| 8.  | VfB Brunswick          | 9   | 2 | 2 | 5 | 014:330 | 06:12  |
| 9.  | VfB Peine              | 9   | 2 | 1 | 6 | 016:250 | 05:13  |
| 10. | VfV Hildesheim         | 9   | 0 | 1 | 8 | 010:450 | 01:17  |

In einer Relegationsrunde sicherte sich der VfB Peine mit 3:1 Punkten den Klassenerhalt vor Brunswick (2:2) und Hildesheim (1:3). Es stiegen auf: TuSpo Holzminden, ATSV Nienburg und MTV Braunschweig.

Stadtmeisterschaft Bremen (Endrunde)
| Pl. | Verein         | Sp. | S | U | N | Tore    | Punkte |
| --- | -------------- | --- | - | - | - | ------- | ------ |
| 1.  | Werder Bremen  | 6   | 4 | 1 | 1 | 017:100 | 09:30  |
| 2.  | ASV Blumenthal | 6   | 3 | 2 | 1 | 012:140 | 08:40  |
| 3.  | VfL Hemelingen | 6   | 1 | 2 | 3 | 007:120 | 04:80  |
| 4.  | Bremer SV      | 6   | 1 | 1 | 4 | 010:100 | 03:90  |

Dem Bremer SV wurden vier Punkte aus ursprünglich gewonnenen Spielen aberkannt.
Stadtmeisterschaft Osnabrück
| Pl. | Verein                 | Sp. | S | U | N | Tore  | Punkte |
| --- | ---------------------- | --- | - | - | - | ----- | ------ |
| 01. | TuS Haste 01           | 14  |   |   |   | 74:22 | 24:40  |
| 02. | Eintracht Osnabrück    | 14  |   |   |   | 65:27 | 23:50  |
| 03. | 1. FSV Osnabrück       | 14  |   |   |   | 66:21 | 21:70  |
| 04. | Grün-Weiß Osnabrück    | 14  |   |   |   | 25:37 | 14:14  |
| 05. | Fortuna Osnabrück      | 14  |   |   |   | 36:56 | 10:18  |
| 06. | Sportfreunde Osnabrück | 14  |   |   |   | 30:48 | 09:19  |
| 07. | TSG Osnabrück          | 14  |   |   |   | 16:71 | 07:21  |
| 08. | SV Eversburg           | 14  |   |   |   | 29:56 | 04:24  |

Bezirksmeisterschaft Ost-Hannover

Im Ost-Hannoverschen fand eine Bezirksmeisterschaft statt, die die damaligen Kreise Lüneburg, Uelzen, Soltau umfasste.
| Pl. | Verein             | Sp. | S | U | N | Tore  | Punkte |
| --- | ------------------ | --- | - | - | - | ----- | ------ |
| 01. | Teutonia Uelzen    | 6   |   |   |   | 27:11 | 10:20  |
| 02. | SC Uelzen 09       | 6   |   |   |   | 17:13 | 9:3    |
| 03. | Eintracht Lüneburg | 6   |   |   |   | 15:12 | 8:4    |
| 04. | FS Lüneburg        | 6   |   |   |   | 14:18 | 5:7    |
| 05. | Lüneburger SK      | 6   |   |   |   | 13:20 | 4:8    |
| 06. | SV Munster         | 6   |   |   |   | 13:16 | 4:8    |
| 07. | TSC Winsen-Borstel | 6   |   |   |   | 12:21 | 02:10  |

#### Endrunde
Wie schwer der Umgang mit den britischen Besatzungsbehörden war, zeigt sich an dem Versuch der norddeutschen Vereine, eine norddeutsche Meisterschaft auszutragen: Sie wurde von der britischen Militärregierung während des Viertelfinales angehalten, weil Meisterschaftsspiele nur auf Bezirks-, vom Wortlaut her: Kreisebene zugelassen waren, und musste daher abgebrochen werden. Die Kieler Vereine waren ohnehin gesperrt. Warum TuS Haste auf die Teilnahme verzichtet hatte, ist nicht bekannt.
Qualifikation Schleswig-Holstein:
|            | Ergebnis |                |
| ---------- | -------- | -------------- |
| VfB Lübeck | 4:3      | ATSV Flensburg |

Vorrunde:
|                  | Ergebnis    |                   |
| ---------------- | ----------- | ----------------- |
| Werder Bremen    | 2:1         | Hannover 96       |
| Teutonia Uelzen  | 1:4         | Hamburger SV      |
| VfB Lübeck       | 0:4         | Altona 93         |
| TSV Braunschweig | 2:1         | Wolfenbütteler SV |
| 1. FSV Osnabrück | 2:1         | ATS Bremerhaven   |
| Arminia Hannover | 3:2 n. V.   | Bremer SV 06      |
| SpVgg Blankenese | ausgefallen | Kilia Kiel        |
| FC St. Pauli     | ausgefallen | Holstein Kiel     |

Viertelfinale:
|                  | Ergebnis      |                  |
| ---------------- | ------------- | ---------------- |
| Altona 93        | (sic)3:5(sic) | TSV Braunschweig |
| Hamburger SV     | 1 2:1 1       | Werder Bremen    |
| 1. FSV Osnabrück | 1 4:2 1       | FC St. Pauli     |
| Arminia Hannover | 1 1:1 1       | SpVgg Blankenese |

### Westdeutschland
Bezirksmeister wurden in der Saison 1945/46 folgende Vereine in Westdeutschland:
| FC Schalke 04       | → Westfalen Gruppe 1  |
| SpVgg Erkenschwick  | → Westfalen Gruppe 2  |
| SG Düren 99         | → Mittelrhein         |
| VfL Benrath         | → Berg-Mark           |
| Rheydter SV         | → Linker Niederrhein  |
| Rot-Weiß Oberhausen | → Rechter Niederrhein |
| SC Preußen 02 Essen | → Ruhr                |

#### Westfalen
Die Gründung der Landesliga Westfalen wurde im September 1945 zunächst unter der Bezeichnung 1. Division West als sportlicher Nachfolger der Gauliga Westfalen beschlossen. In der ersten Saison, die Februar 1946 begann und in den zwei geographisch getrennten Staffeln West und Ost ausgetragen wurde, nahmen die 18 Mannschaften am Spielbetrieb teil, die von 1939 bis 1944 in der Gauliga gespielt haben. Die Gruppensieger der ersten Saison waren der FC Schalke 04 und die SpVgg Erkenschwick. Zu einem Endspiel um die Westfalenmeisterschaft zwischen den beiden Gruppensiegern kam es jedoch nicht, da die britische Militärregierung das Spiel untersagte.
Gruppe 1
| Pl. | Verein                  | Sp. | S  | U | N  | Tore    | Punkte |
| --- | ----------------------- | --- | -- | - | -- | ------- | ------ |
| 1.  | FC Schalke 04           | 16  | 13 | 2 | 1  | 060:130 | 28:40  |
| 2.  | Westfalia Herne         | 16  | 9  | 1 | 6  | 045:260 | 19:13  |
| 3.  | Alemannia Gelsenkirchen | 16  | 8  | 3 | 5  | 036:240 | 19:13  |
| 4.  | SpVgg Röhlinghausen     | 16  | 6  | 5 | 5  | 027:220 | 17:15  |
| 5.  | STV Horst-Emscher       | 16  | 7  | 2 | 7  | 039:410 | 16:16  |
| 6.  | Union Gelsenkirchen     | 16  | 5  | 5 | 6  | 017:320 | 15:17  |
| 7.  | VfL Bochum              | 16  | 6  | 1 | 9  | 034:390 | 13:19  |
| 8.  | SG Wattenscheid 09      | 16  | 3  | 3 | 10 | 016:560 | 09:23  |
| 9.  | SSV Hagen               | 16  | 3  | 2 | 11 | 018:390 | 08:24  |

Gruppe 2
| Pl. | Verein             | Sp. | S  | U | N  | Tore    | Punkte |
| --- | ------------------ | --- | -- | - | -- | ------- | ------ |
| 1.  | SpVgg Erkenschwick | 16  | 11 | 3 | 2  | 049:210 | 25:70  |
| 2.  | Preußen Münster    | 16  | 8  | 4 | 4  | 048:350 | 20:12  |
| 3.  | VfL Altenbögge     | 16  | 8  | 4 | 4  | 025:230 | 20:12  |
| 4.  | Borussia Dortmund  | 16  | 7  | 5 | 4  | 049:330 | 19:13  |
| 5.  | SpVgg Herten       | 16  | 6  | 4 | 6  | 032:270 | 16:16  |
| 6.  | VfB 03 Bielefeld   | 16  | 6  | 3 | 7  | 029:380 | 15:17  |
| 7.  | Arminia Marten     | 16  | 5  | 5 | 6  | 028:330 | 15:17  |
| 8.  | Arminia Bielefeld  | 16  | 4  | 6 | 6  | 021:340 | 14:18  |
| 9.  | Alemannia Dortmund | 16  | 0  | 0 | 16 | 022:590 | 0:32   |

#### Mittelrhein
Die Mittelrheinmeisterschaft wurde in einer Gruppe ausgetragen. Zumindest im Kreis Aachen und im Oberbergischen Kreis gab es zuvor Kreismeisterschaften als Qualifikationswettbewerb. Wie damals üblich, gab es aufgrund der Punktegleichheit ein Entscheidungsspiel zwischen Düren und Troisdorf, das 2:2 n. V. endete und nicht wiederholt wurde, so dass Düren 99 aufgrund des besseren Torverhältnisses Meister wurde
| Pl. | Verein             | Sp. | S | U | N | Tore    | Punkte |
| --- | ------------------ | --- | - | - | - | ------- | ------ |
| 1.  | SG Düren 99        | 5   | 4 | 0 | 1 | 026:600 | 08:20  |
| 2.  | SSV Troisdorf 05   | 5   | 4 | 0 | 1 | 016:800 | 08:20  |
| 3.  | Rhenania Würselen  | 5   | 2 | 1 | 2 | 011:700 | 05:50  |
| 4.  | Schwarz-Weiß Köln  | 5   | 2 | 1 | 2 | 009:110 | 05:50  |
| 5.  | Grün-Weiß Oedingen | 5   | 1 | 1 | 3 | 005:170 | 03:70  |
| 6.  | TuS Nümbrecht      | 5   | 0 | 1 | 4 | 002:200 | 01:90  |

#### Niederrhein
Im Bereich des Niederrheins wurden vier Bezirksmeisterschaften ausgetragen. Teilweise gab es zuvor Qualifikationswettbewerbe wie beispielsweise die Stadtmeisterschaften von Duisburg und Düsseldorf.
Bezirk Berg-Mark
| Pl. | Verein                 | Sp. | S | U | N | Tore    | Punkte |
| --- | ---------------------- | --- | - | - | - | ------- | ------ |
| 1.  | VfL Benrath            | 4   | 4 | 0 | 0 | 013:200 | 08:0   |
| 2.  | VfB Marathon Remscheid | 4   | 2 | 1 | 1 | 014:100 | 05:30  |
| 3.  | Ohligser FC 06         | 4   | 1 | 2 | 1 | 008:800 | 04:40  |
| 4.  | TSG Vohwinkel 1880     | 4   | 1 | 1 | 2 | 009:800 | 03:50  |
| 5.  | Borussia Velbert       | 4   | 0 | 0 | 4 | 004:200 | 0:80   |

Bezirk Linker Niederrhein:

Im Gegensatz zu allen anderen Meisterschaften fand die Bezirksmeisterschaft Linker Niederrhein nicht als Liga, sondern im Pokalwettbewerbsmodus statt.

1. Runde:
|                      | Ergebnis  |                  |
| -------------------- | --------- | ---------------- |
| BV Kevelaer          | 4:2       | SpV Grefrath     |
| SVG Neuss-Weißenberg | 2:3 n. V. | TuS Grevenbroich |
| TuS Lintfort         | 8:0       | Concordia Goch   |

2. Runde:
|                  | Ergebnis |                  |
| ---------------- | -------- | ---------------- |
| TuS Lintfort     | 0:2      | TuS Grevenbroich |
| Preussen Krefeld | 9:0      | BV Kevelaer      |

Halbfinale
|                  | Ergebnis  |                  |
| ---------------- | --------- | ---------------- |
| Preussen Krefeld | 3:2 n. V. | Union Krefeld    |
| Rheydter SV      | 5:0       | TuS Grevenbroich |

Finale
|                  | Gesamt |             | Hinspiel | Rückspiel |
| ---------------- | ------ | ----------- | -------- | --------- |
| Preussen Krefeld | 1:5    | Rheydter SV | 0:2      | 1:3       |

Bezirk Rechter Niederrhein
| Pl. | Verein                 | Sp. | S | U | N | Tore    | Punkte |
| --- | ---------------------- | --- | - | - | - | ------- | ------ |
| 1.  | Rot-Weiß Oberhausen    | 4   | 4 | 0 | 0 | 020:300 | 08:0   |
| 2.  | Meidericher SpV        | 4   | 3 | 0 | 1 | 025:900 | 06:20  |
| 3.  | VfB Speldorf           | 4   | 1 | 0 | 3 | 009:130 | 02:60  |
| 4.  | VfB Lohberg            | 4   | 1 | 0 | 3 | 011:160 | 02:60  |
| 5.  | VfB Rheingold Emmerich | 4   | 1 | 0 | 3 | 003:270 | 02:60  |

Bezirk Ruhr
| Pl. | Verein                  | Sp. | S | U | N | Tore    | Punkte |
| --- | ----------------------- | --- | - | - | - | ------- | ------ |
| 1.  | Preußen Essen           | 4   | 4 | 0 | 0 | 015:500 | 08:0   |
| 2.  | VfB Rellinghausen       | 4   | 2 | 0 | 2 | 006:700 | 04:40  |
| 3.  | Sportfreunde Katernberg | 4   | 2 | 0 | 2 | 006:800 | 04:40  |
| 4.  | TuRa 1886 Essen         | 4   | 1 | 0 | 3 | 009:120 | 02:60  |
| 5.  | VfR Kupferdreh          | 4   | 1 | 0 | 3 | 007:110 | 02:60  |

##### Endrunde
Im Anschluss an die Bezirksmeisterschaften im Niederrheingebiet fand eine Niederrhein-Meisterschaft unter den Bezirksmeistern statt.
Halbfinale:
|                     | Ergebnis  |               |
| ------------------- | --------- | ------------- |
| Rot-Weiß Oberhausen | 1:0 n. V. | Preußen Essen |
| VfL Benrath         | 9:3       | Rheydter SV   |

Finale:
|                     | Ergebnis |             |
| ------------------- | -------- | ----------- |
| Rot-Weiß Oberhausen | 2:0      | VfL Benrath |

## 1946/47
In der Saison 1946/47 fand in der britischen Besatzungszone erstmals wieder ein regulärer Ligabetrieb flächendeckend statt. Die besten Mannschaften der jeweiligen Bezirke wurden direkt in die Bezirksligen eingeteilt. Eine Qualifikation über vorgeschaltete Stadt- oder Kreismeisterschaften war somit nicht mehr notwendig. Im Anschluss an die Bezirksmeisterschaften ermitteln die Bezirksmeister insgesamt sechs Landesmeister der britischen Besatzungszone. Die Landesmeister und die jeweiligen Vizemeister nahmen weiterhin an der Endrunde um die britische Zonenmeisterschaft teil.
Landesmeister wurden 1946/47:
In Norddeutschland:
- VfB Lübeck (Schleswig-Holstein)
- FC St. Pauli (Hamburg)
- Werder Bremen (Niedersachsen/Bremen)

In Westdeutschland:
- Borussia Dortmund (Westfalen)
- Rot-Weiß Oberhausen (Niederrhein)
- VfR Köln 04 rrh. (Mittelrhein)

### Norddeutschland

#### Schleswig-Holstein
In Schleswig-Holstein fand 1946/47 eine Landesmeisterschaft mit 20 Vereinen statt, die sich zuvor in den Bezirksmeisterschaftsligen für den Wettbewerb qualifiziert hatten. Die Landesmeisterschaft wurde zunächst in mehreren Runden im K.-o.-System ausgetragen. Die letzten vier im Wettbewerb verbliebenen Teilnehmer haben dann in einer Gruppenrunde den Landesmeister ermittelt. Landesmeister wurde der VfB Lübeck. Des Weiteren qualifizierte sich auch Holstein Kiel, zu dem Zeitpunkt auf Platz 2, für die Endrunde um die Meisterschaft der britischen Zone sowie anschließend – als die Vizemeisterschaft endgültig gewonnen war – für die neugeschaffene Oberliga Nord.
| Pl. | Verein          | Sp. | S | U | N | Tore    | Punkte |
| --- | --------------- | --- | - | - | - | ------- | ------ |
| 1.  | VfB Lübeck      | 6   | 4 | 2 | 0 | 020:800 | 10:20  |
| 2.  | Holstein Kiel   | 6   | 3 | 1 | 2 | 013:800 | 07:50  |
| 3.  | Itzehoer SV     | 5   | 1 | 1 | 3 | 007:130 | 03:70  |
| 4.  | FVgg Kilia Kiel | 5   | 1 | 0 | 4 | 005:160 | 02:80  |

#### Hamburg
In Hamburg wurde wie schon in der Vorsaison wieder die Stadtliga ausgetragen. Hamburger Landesmeister wurde der FC St. Pauli.
| Pl. | Verein                 | Sp. | S  | U | N  | Tore    | Punkte |
| --- | ---------------------- | --- | -- | - | -- | ------- | ------ |
| 1.  | FC St. Pauli           | 22  | 18 | 1 | 3  | 077:270 | 37:70  |
| 2.  | Hamburger SV (M)       | 22  | 16 | 2 | 4  | 101:330 | 34:10  |
| 3.  | SC Concordia von 1907  | 22  | 16 | 1 | 5  | 093:310 | 33:11  |
| 4.  | SC Victoria Hamburg    | 22  | 14 | 2 | 6  | 044:260 | 30:14  |
| 5.  | Eimsbütteler TV        | 22  | 14 | 1 | 7  | 089:430 | 29:15  |
| 6.  | Altonaer FC von 1893   | 22  | 12 | 3 | 7  | 072:350 | 27:17  |
| 7.  | TuS Hamburg 1880 (N)   | 22  | 7  | 3 | 12 | 042:780 | 17:27  |
| 8.  | Union 03 Altona        | 22  | 7  | 2 | 13 | 031:610 | 16:28  |
| 9.  | SV Blankenese          | 22  | 5  | 6 | 11 | 026:680 | 16:28  |
| 10. | SC Sperber Hamburg (N) | 22  | 4  | 2 | 16 | 028:710 | 10:34  |
| 11. | Viktoria Wilhelmsburg  | 22  | 3  | 2 | 17 | 033:990 | 08:36  |
| 12. | Post SV Hamburg        | 22  | 3  | 1 | 18 | 033:970 | 07:37  |

| (M) | Meister 1945/46                           |
| (N) | Aufsteiger aus der 1. Amateurliga 1945/46 |

#### Niedersachsen (einschließlich Bremen)
In Niedersachsen wurde neben der bereits im Vorjahr ausgetragenen Süd-Gruppe der Oberliga in der Saison 1946/47 nun auch eine Nord-Gruppe ausgespielt. Die beiden Gruppensieger ermittelten anschließend den Meister Werder Bremen.
Oberliga Niedersachsen-Nord
| Pl. | Verein              | Sp. | S | U | N | Tore    | Punkte |
| --- | ------------------- | --- | - | - | - | ------- | ------ |
| 01. | Werder Bremen       | 24  |   |   |   | 109:310 | 40:80  |
| 02. | VfL Osnabrück       | 24  |   |   |   | 108:270 | 38:10  |
| 03. | Bremer SV           | 24  |   |   |   | 87:37   | 34:14  |
| 04. | VfB Oldenburg       | 24  |   |   |   | 73:42   | 31:17  |
| 05. | Bremerhaven 93      | 24  |   |   |   | 82:45   | 30:18  |
| 06. | Eintracht Osnabrück | 24  |   |   |   | 67:43   | 30:18  |
| 07. | ASV Blumenthal      | 24  |   |   |   | 48:52   | 19:29  |
| 08. | VfL Rüstringen      | 24  |   |   |   | 28:52   | 14:34  |
| 09. | SV Hemelingen       | 24  |   |   |   | 41:59   | 14:34  |
| 10. | TuS Haste 01        | 24  |   |   |   | 42:82   | 14:34  |
| 11. | Cuxhavener SV       | 24  |   |   |   | 34:70   | 12:36  |
| 12. | VfL Germania Leer   | 24  |   |   |   | 30:99   | 11:37  |
| 13. | ATS Bremerhaven     | 24  |   |   |   | 027:104 | 11:37  |

Oberliga Niedersachsen-Süd
Meister der Oberliga Niedersachsen Süd wurde erneut der Vorjahressieger TSV Braunschweig. Nach Saisonende protestierte Hannover 96 erfolgreich gegen einzelne Spielwertungen und wurde daher statt der zunächst qualifizierten Mannschaft von Linden 07 nachträglich in die neue Oberliga Nord eingruppiert. Wegen Unklarheiten bei der Auf- und Abstiegsregelung spielten der SV Rot-Weiß Braunschweig und der Hannoversche SC 1893 ohne Wertung mit.
| Pl. | Verein                   | Sp. | S  | U | N  | Tore    | Punkte |
| --- | ------------------------ | --- | -- | - | -- | ------- | ------ |
| 1.  | TSV Braunschweig (M)     | 20  | 18 | 0 | 2  | 084:210 | 36:40  |
| 2.  | SV Arminia Hannover      | 20  | 16 | 1 | 3  | 085:340 | 33:70  |
| 3.  | SV Linden 07             | 20  | 10 | 3 | 7  | 059:540 | 23:17  |
| 4.  | VfB Peine                | 20  | 9  | 4 | 7  | 048:530 | 22:18  |
| 5.  | Wolfenbütteler SV        | 20  | 10 | 0 | 10 | 066:480 | 20:20  |
| 6.  | Hannover 96              | 18  | 9  | 1 | 8  | 054:360 | 19:17  |
| 7.  | Tuspo Holzminden (N)     | 19  | 8  | 2 | 9  | 041:560 | 18:20  |
| 8.  | Werder Hannover          | 19  | 6  | 4 | 9  | 036:510 | 16:22  |
| 9.  | Schwarz-Gelb Göttingen   | 19  | 6  | 1 | 12 | 046:720 | 13:25  |
| 10. | ATSV Nienburg (N)        | 19  | 4  | 2 | 13 | 029:700 | 10:28  |
| 11. | MTV Braunschweig (N)     | 18  | 0  | 4 | 14 | 021:610 | 04:32  |
| 12. | SV Rot-Weiß Braunschweig |     |    |   |    | :       | :      |
| 13. | Hannoverscher SC (N)     |     |    |   |    | :       | :      |

| (M) | Meister 1945/46                           |
| (N) | Aufsteiger aus der 1. Amateurliga 1945/46 |

Endspiel
|                  | Gesamt |               | Hinspiel | Rückspiel |
| ---------------- | ------ | ------------- | -------- | --------- |
| TSV Braunschweig | 3:4    | Werder Bremen | 3:1      | 0:3       |

### Westdeutschland

#### Westfalen
Die Landesliga Westfalen wurde erneut in zwei geographischen getrennten Gruppen West und Ost ausgetragen. Anders als im Vorjahr wurde jedoch anschließend ein Finale der beiden Gruppensieger ausgespielt. Erster Westfalenmeister nach dem Zweiten Weltkrieg wurde Borussia Dortmund durch einen 3:2-Sieg über den FC Schalke 04. Damit war der BVB für die Endrunde qualifiziert, während Schalke den Umweg über die Runde der Zweiten (Westfalen, Niederrhein, Mittelrhein) nehmen musste.
Gruppe 1 (West)
| Pl. | Verein                  | Sp. | S  | U | N  | Tore    | Punkte |
| --- | ----------------------- | --- | -- | - | -- | ------- | ------ |
| 1.  | FC Schalke 04 (G)       | 18  | 16 | 2 | 0  | 092:170 | 34:20  |
| 2.  | STV Horst-Emscher       | 18  | 14 | 1 | 3  | 064:290 | 29:70  |
| 3.  | SpVgg Röhlinghausen     | 18  | 11 | 2 | 5  | 049:310 | 24:12  |
| 4.  | Westfalia Herne         | 18  | 10 | 2 | 6  | 046:360 | 22:14  |
| 5.  | SV Höntrop (N)          | 18  | 8  | 2 | 8  | 033:400 | 18:18  |
| 6.  | TuS Milspe (N)          | 18  | 3  | 6 | 9  | 032:520 | 12:24  |
| 7.  | VfL Bochum              | 18  | 4  | 3 | 11 | 020:350 | 11:25  |
| 8.  | Union Gelsenkirchen     | 18  | 4  | 3 | 11 | 037:630 | 11:25  |
| 9.  | Alemannia Gelsenkirchen | 18  | 3  | 4 | 11 | 022:470 | 10:26  |
| 10. | SpVgg Herten (2)        | 18  | 3  | 3 | 12 | 026:710 | 09:27  |

| (G) | Gruppensieger Gruppe 1 1945/46                 |
| (N) | Aufstieg aus der Bezirksliga Westfalen 1945/46 |
| (2) | Wechsel aus Gruppe 2 1945/46                   |

Gruppe 2 (Ost)
| Pl. | Verein                 | Sp. | S  | U | N  | Tore    | Punkte |
| --- | ---------------------- | --- | -- | - | -- | ------- | ------ |
| 1.  | Borussia Dortmund      | 18  | 12 | 5 | 1  | 054:180 | 29:70  |
| 2.  | SpVgg Erkenschwick (G) | 18  | 10 | 6 | 2  | 065:280 | 26:10  |
| 3.  | VfL Witten (N)         | 18  | 10 | 4 | 4  | 047:380 | 24:12  |
| 4.  | Preußen Münster        | 18  | 10 | 2 | 6  | 039:250 | 22:14  |
| 5.  | VfB 03 Bielefeld       | 18  | 5  | 6 | 7  | 028:460 | 16:20  |
| 6.  | Hombrucher FV 09 (N)   | 18  | 6  | 3 | 9  | 029:300 | 15:21  |
| 7.  | TBV Mengede (N)        | 18  | 5  | 4 | 9  | 029:480 | 14:22  |
| 8.  | VfL Altenbögge         | 18  | 3  | 6 | 9  | 020:330 | 12:24  |
| 9.  | SC Greven 09 (N)       | 18  | 4  | 3 | 11 | 024:420 | 11:25  |
| 10. | Arminia Marten         | 18  | 4  | 3 | 11 | 026:530 | 11:25  |

| (G) | Gruppensieger Gruppe 2 1945/46                 |
| (N) | Aufstieg aus der Bezirksliga Westfalen 1945/46 |

Finale
|                   | Ergebnis |               |
| ----------------- | -------- | ------------- |
| Borussia Dortmund | 3:2      | FC Schalke 04 |

#### Mittelrhein
Am Mittelrhein wurde die Bezirksmeisterschaft erstmals im regulären Ligabetrieb ausgetragen. Meister wurde der VfR 1904 Köln.
| Pl. | Verein            | Sp. | S  | U  | N  | Tore    | Punkte |
| --- | ----------------- | --- | -- | -- | -- | ------- | ------ |
| 1.  | VfR Köln 04 rrh.  | 30  | 21 | 4  | 5  | 078:340 | 46:14  |
| 2.  | Alemannia Aachen  | 30  | 16 | 8  | 6  | 069:530 | 40:20  |
| 3.  | Bayenthaler SV    | 30  | 16 | 6  | 8  | 100:700 | 38:22  |
| 4.  | Rhenania Würselen | 30  | 14 | 6  | 10 | 064:540 | 34:26  |
| 5.  | Godesberg 08      | 30  | 15 | 2  | 13 | 061:650 | 32:28  |
| 6.  | VfL Köln 1899     | 30  | 11 | 9  | 10 | 077:500 | 31:29  |
| 7.  | SG Düren 99 (M)   | 30  | 12 | 7  | 11 | 061:550 | 31:29  |
| 8.  | Schwarz-Weiß Köln | 30  | 10 | 10 | 10 | 053:440 | 30:30  |
| 9.  | Bonner FV         | 30  | 12 | 6  | 12 | 062:580 | 30:30  |
| 10. | Mülheimer SV 06   | 30  | 12 | 6  | 12 | 055:600 | 30:30  |
| 11. | SV 04 Leverkusen  | 30  | 12 | 6  | 12 | 049:610 | 30:30  |
| 12. | SSV Troisdorf 05  | 30  | 12 | 4  | 14 | 064:680 | 28:32  |
| 13. | Rhenania Köln     | 30  | 11 | 3  | 16 | 055:690 | 25:35  |
| 14. | TuRa 04 Bonn      | 30  | 10 | 1  | 19 | 046:710 | 21:39  |
| 15. | SpVgg Sülz 07     | 30  | 8  | 4  | 18 | 062:810 | 20:40  |
| 16. | SV Beuel 06       | 30  | 4  | 6  | 20 | 034:970 | 14:46  |

| (M) | Mittelrheinmeister 1945/46 |

#### Niederrhein
Am Niederrhein wurde die Bezirksliga in 4 Gruppen ausgetragen. Die Gruppensieger ermittelten in einer Endrunde den Meister. Meister wurde Rot-Weiß Oberhausen.
| Pl. | Verein                  | Sp. | S | U | N | Tore    | Punkte |
| --- | ----------------------- | --- | - | - | - | ------- | ------ |
| 1.  | Rot-Weiß Oberhausen (M) | 3   | 2 | 1 | 0 | 006:200 | 05:10  |
| 1.  | Fortuna Düsseldorf      | 3   | 2 | 1 | 0 | 010:300 | 05:10  |
| 3.  | Sportfreunde Katernberg | 3   | 0 | 1 | 2 | 006:120 | 01:50  |
| 3.  | Rheydter Spielverein    | 3   | 0 | 1 | 2 | 005:100 | 01:50  |

| (M) | Niederrheinmeister 1945/46 |

Entscheidungsspiel um Platz 1
|                     | Ergebnis |                    |
| ------------------- | -------- | ------------------ |
| Rot-Weiß Oberhausen | 3:1      | Fortuna Düsseldorf |

Entscheidungsspiel um Platz 3
|                         | Ergebnis |                      |
| ----------------------- | -------- | -------------------- |
| Sportfreunde Katernberg | 2:0      | Rheydter Spielverein |

### Endrunde
Die Endrunde um die Meisterschaft in der britischen Besatzungszone wurde mit acht Teilnehmern im K.-o.-System ausgetragen. Direkt für die Endrunde qualifiziert waren die drei westdeutschen Landesmeister sowie der Landesmeister und der Vizemeister Niedersachsens. Die drei weiteren Startplätze wurden in zwei Qualifikationsrunden ausgespielt. Einer dieser weiteren Startplätze wurde unter den drei westdeutschen Vizemeistern ausgespielt, zwei dieser weiteren Startplätze wurden unter den Meistern und Vizemeistern Hamburgs und Schleswig-Holsteins ausgespielt.
Meister der britischen Besatzungszone wurde der Vizemeister der Stadtliga Hamburg, der Hamburger SV. Die Mannschaft konnte im Finale in Düsseldorf den Westfalenmeister Borussia Dortmund mit 1:0 besiegen.

#### Qualifikationsrunde
Runde der westdeutschen Vizemeister

Die Qualifikationsrunde der westdeutschen Vizemeister wurde in einer einfachen Runde nach dem Modus Jeder gegen Jeden ausgetragen. Der westfälische Vertreter FC Schalke 04 konnte dabei seine beiden Partien für sich entscheiden und stand damit vor der abschließenden Partie bereits als Teilnehmer an der Endrunde fest.
| Datum    |                    | Ergebnis  |                    | Stadt          |
| -------- | ------------------ | --------- | ------------------ | -------------- |
| 01.06.47 | FC Schalke 04      | 5:0 (4:0) | Alemannia Aachen   | Essen          |
| 15.06.47 | Fortuna Düsseldorf | 0:4 (0:2) | FC Schalke 04      | Recklinghausen |
| 02.07.47 | Alemannia Aachen   | 1:5 (1:2) | Fortuna Düsseldorf | Aachen         |

Runde der Meister und Vizemeister von Hamburg und Schleswig-Holstein

In der Qualifikationsrunde der Meister und Vizemeister von Hamburg und Schleswig-Holstein verzichtete der FC St. Pauli auf die Teilnahme, da man als Hamburger Landesmeister die direkte Teilnahme an der Endrunde forderte. Neben dem Hamburger SV kam somit Holstein Kiel kampflos weiter.
| Datum    |              | Ergebnis  |               | Stadt   |
| -------- | ------------ | --------- | ------------- | ------- |
| 14.06.47 | Hamburger SV | 5:2 (2:0) | VfB Lübeck    | Hamburg |
|          | FC St. Pauli | kampflos  | Holstein Kiel |         |

#### Viertelfinale
| Datum    |                   | Ergebnis             |                     | Stadt, Stadion              |
| -------- | ----------------- | -------------------- | ------------------- | --------------------------- |
| 08.06.47 | Borussia Dortmund | 4:2 (2:0)            | Werder Bremen       | Bochum                      |
| 22.06.47 | VfR Köln 04 rrh.  | 2:1 n. V. (1:1, 1:1) | Holstein Kiel       | Köln                        |
| 22.06.47 | TSV Braunschweig  | 2:3 n. V. (2:2, 2:0) | Rot-Weiß Oberhausen | Hannover, Hindenburgstadion |
| 22.06.47 | Hamburger SV      | 0:0 n. V.            | FC Schalke 04       | Hamburg, Altonaer Stadion   |

##### Wiederholungsspiel
| Datum    |               | Ergebnis  |              | Stadt, Stadion                    |
| -------- | ------------- | --------- | ------------ | --------------------------------- |
| 29.06.47 | FC Schalke 04 | 0:2 (0:0) | Hamburger SV | Gelsenkirchen, Glückauf-Kampfbahn |

#### Halbfinale
| Datum    |                   | Ergebnis             |                     | Stadt, Stadion              |
| -------- | ----------------- | -------------------- | ------------------- | --------------------------- |
| 29.06.47 | Borussia Dortmund | 5:4 n. V. (4:4, 2:2) | VfR Köln 04 rrh.    | Köln, Müngersdorfer Stadion |
| 06.07.47 | Hamburger SV      | 3:1 (1:1)            | Rot Weiß Oberhausen | Duisburg, Wedaustadion      |

#### Spiel um Platz 3
| Datum    |                     | Ergebnis  |                  | Stadt, Stadion             |
| -------- | ------------------- | --------- | ---------------- | -------------------------- |
| 13.07.47 | Rot Weiß Oberhausen | 1:4 (1:3) | VfR Köln 04 rrh. | Oberhausen, Am Vinzenzhaus |

#### Finale
| Datum    |              | Ergebnis  | !Stadt            |                          |
| -------- | ------------ | --------- | ----------------- | ------------------------ |
| 13.07.47 | Hamburger SV | 1:0 (1:0) | Borussia Dortmund | Düsseldorf, Rheinstadion |

Für den HSV gewann das Finale eine Mannschaft mit dem Durchschnittsalter von 31 Jahren und 2 Monaten, wobei Boller, als jüngster Spieler, im Alter von 24 Jahren das Siegtor erzielte.
 Die Mannschaft: Warning – R. Dörfel, Holdt – Werner, Reinhardt, E. Seeler – F. Dörfel, Boller, Jessen, Spundflasche, Ebeling.

## 1947/48
In der britischen Besatzungszone wurden die Oberligen West und Nord als höchste Spielklasse flächendeckend eingeführt. Unterhalb der beiden Oberligen wurden zonenweit Landesligen (in Norddeutschland teilweise auch als Amateurligen bezeichnet) als zweite Spielklassenebene installiert. Bezirksmeisterschaften wurden hingegen nicht mehr ausgespielt, an ihre Stelle traten die Landesmeisterschaften, die unter den jeweiligen Siegern der Landesligen ausgespielt wurden und regelmäßig zur Teilnahme an der Aufstiegsrunde zur Oberliga berechtigten.
Die 1947/48 letztmals gespielte Endrunde um die britische Zonenmeisterschaft wurde mit acht Teilnehmern im K.-o.-System ausgetragen. Für die Endrunde qualifiziert waren die jeweils besten vier Mannschaften der beiden Oberligen Nord und West.
Meister der britischen Besatzungszone wurde erneut der Vorjahressieger Hamburger SV. Die Mannschaft konnte sich im Finale mit 6:1 gegen den FC St. Pauli durchsetzen. Beide Finalteilnehmer qualifizierten sich zudem als Vertreter der britischen Besatzungszone für die Endrunde um die deutsche Meisterschaft.

### Teilnehmer
| Borussia Dortmund       | → Meister der Oberliga West 1947/48 |
| Sportfreunde Katernberg | → Zweiter der Oberliga West 1947/48 |
| STV Horst-Emscher       | → Dritter der Oberliga West 1947/48 |
| Hamborn 07              | → Vierter der Oberliga West 1947/48 |
| Hamburger SV            | → Meister der Oberliga Nord 1947/48 |
| FC St. Pauli            | → Zweiter der Oberliga Nord 1947/48 |
| TSV Braunschweig        | → Dritter der Oberliga Nord 1947/48 |
| Werder Bremen           | → Vierter der Oberliga Nord 1947/48 |

### Viertelfinale
| Datum    |                         | Ergebnis             |                   | Stadt         |
| -------- | ----------------------- | -------------------- | ----------------- | ------------- |
| 09.05.48 | FC St. Pauli            | 3:1 (1:1)            | STV Horst-Emscher | Hamburg       |
| 09.05.48 | Sportfreunde Katernberg | 1:2 (1:1)            | TSV Braunschweig  | Gelsenkirchen |
| 09.05.48 | Hamborn 07              | 0:1 (0:1)            | Hamburger SV      | Oberhausen    |
| 08.05.48 | Werder Bremen           | 2:3 n. V. (2:2, 1:0) | Borussia Dortmund | Hannover      |

### Halbfinale
| Datum    |                   | Ergebnis             |                  | Stadt, Stadion            |
| -------- | ----------------- | -------------------- | ---------------- | ------------------------- |
| 30.05.48 | Hamburger SV      | 3:2 (3:1)            | TSV Braunschweig | Hamburg, Altonaer Stadion |
| 30.05.48 | Borussia Dortmund | 2:2 n. V. (2:2, 1:1) | FC St. Pauli     | Gladbeck                  |

Wiederholungsspiel
| Datum    |              | Ergebnis  |                   | Stadt        |
| -------- | ------------ | --------- | ----------------- | ------------ |
| 06.06.48 | FC St. Pauli | 1:0 (1:0) | Borussia Dortmund | Braunschweig |

### Spiel um Platz 3
Die beiden Teilnehmer am Spiel um Platz 3 hatten sich auf Hin- und Rückspiel geeinigt, was jedoch vom Verband nicht akzeptiert wurde. Offiziell gibt es daher keinen Drittplatzierten.
| Datum    |                   | Ergebnis  |                  | Stadt    |
| -------- | ----------------- | --------- | ---------------- | -------- |
| 13.06.48 | Borussia Dortmund | 2:0 (?:?) | TSV Braunschweig | Dortmund |

### Finale
| Datum    |              | Ergebnis  |              | Stadt, Stadion          |
| -------- | ------------ | --------- | ------------ | ----------------------- |
| 13.06.48 | Hamburger SV | 6:1 (2:1) | FC St. Pauli | Hamburg, Victoria-Platz |